# Live Era: '87-'93
Live Era ´87-´93 es el primer álbum en vivo de la banda estadounidense de hard rock Guns N' Roses que salió a la venta en el año 1999. Es un álbum doble, que incluye en total 22 canciones (La edición japonesa incluye la pista adicional "Coma" en el primer CD y también la edición en vinilo), las cuales corresponden a diferentes presentaciones en vivo de la banda a lo largo de la época que titula el álbum. El récord fue el primer lanzamiento oficial de Guns N' Roses desde "The Spaghetti Incident?" lanzado el mismo día en 1993 (esta fue la única solución que encontró Geffen Records para lanzar una novedad de la banda).
Cuando se lanzó, la mayoría de los miembros originales de Guns N' Roses ya habían sido despedidos o renunciaron a la banda, mientras que Axl Rose permaneció fuera del centro de atención. Este es también el primer álbum en vivo de la banda, pero se supo rápidamente que la mayoría de las canciones fueron regrabadas, ya sea partes de voces y guitarras entre 1997-1999.
Sobre su lanzamiento, hay varios rumores de que el álbum fue lanzado para pagar una deuda de Axl Rose con el sello Universal Music, incluso con Axl en desacuerdo al lanzamiento de ese álbum. Entonces, esa deuda se habría pagado con el lanzamiento de este álbum.
Además, contiene fotos de Guns N' Roses en diferentes escenarios del mundo. Ha vendido cerca de los 2.6 millones de copias en todo el mundo.

## Información del álbum
«El album no es bonito y hay muchos errores, pero esto es Guns N' Roses, no la puta Orquesta Mahavishnu. Es tan honesto como parece»
Slash, en la entrevista a la revista Guitar Worldsobre

El álbum fue compilado por el productor de la banda Del James. Las fechas y ubicaciones de las pistas no se revelan en las notas, y se hace referencia simplemente a ellas como "grabadas en todo el universo entre 1987 y 1993". Sin embargo, se cree que la mayoría proviene del Use Your Illusion Tour de 1991-1993.
Se cree que Axl Rose se comunicó a través de intermediarios con los exmiembros de Guns N' Roses, Slash y Duff McKagan, para seleccionar la lista de canciones. "El álbum en vivo fue uno de los proyectos más fáciles en los que todos trabajamos", señaló Slash. "En realidad no vi a Axl, pero nos comunicamos a través de los poderes fácticos".
Matt Sorum y Gilby Clarke, que tocan en la mayoría de las pistas, no son acreditados como miembros de la banda, sino como "músicos adicionales". El baterista clásico Steven Adler, que toca solo en tres pistas e Izzy Stradlin, que toca en seis, son acreditados como "miembros principales de la banda".
Dos canciones populares en vivo, "Live and Let Die" y "Civil War", ambas tocadas con frecuencia durante el Use Your Illusion Tour son una gran ausencia en este compilado. Se incluyen canciones que se tocaron en mucho menor frecuencia ("Pretty Tied Up" y "Move to the City").
Las versiones japonesa y de vinilo del álbum contienen una rara actuación de "Coma" en Omaha, USA, en 1993.
"Knockin 'on Heaven's Door" se realizó y grabó en el Concierto homenaje a Freddie Mercury y se lanzó previamente en el sencillo "Knockin' on Heaven's Door".
"Estranged", "Don't Cry", "November Rain", "Pretty Tied Up", "You Could Be Mine" y "Move To The City" fueron lanzadas previamente en el álbum de video doble Use Your Illusion I y Use Your Illusion II. El audio en vivo de "Yesterdays" se incluyó como un lado B en el CD sencillo de esa canción.
En 2001, el CD ganó un Promo en Brasil, después del concierto de Rock In Rio en el mismo año.

### La regrabación del álbum
A pesar de ser un álbum titulado "Live", gran parte se hizo en el estudio, con más de 11 canciones parcialmente regrabadas en el estudio, tanto vocalmente (Axl Rose volvió a grabar su voz en este álbum entre 1997 y 1999) e instrumentalmente (Slash también volvió a grabar) algunas partes de guitarra. Lo que causó decepción en los aficionados. Sin embargo, Axl y Slash no se vieron durante las grabaciones). Estranged, por ejemplo, se volvió a grabar vocalmente en un 99.8% (hay pequeñas muestras del concierto de Tokio '92, el resto se volvió a grabar). Así como también Axl volvió a grabar sus gritos en Welcome to the Jungle, también volvió a grabar canciones del concierto en Tokio '92, entre ellas November Rain, Pretty Tied Up y You Could Be Mine.

## Lista de canciones
| Disco uno |                                                       |                                    |                                       |          |  |
| N.º       | Título                                                | Escritor(es)                       | Concierto                             | Duración |  |
| 1.        | «Nightrain» (de Appetite for Destruction)             | Guns N' Roses                      | Las Vegas, 25 de enero de 1992        | 5:19     |  |
| 2.        | «Mr. Brownstone» (de Appetite for Destruction)        | Guns N' Roses                      | Londres, 31 de agosto de 1991         | 5:43     |  |
| 3.        | «It's So Easy» (de Appetite for Destruction)          | Guns N' Roses, West Arkeen         | París, 6 de junio de 1992             | 3:28     |  |
| 4.        | «Welcome to the Jungle» (de Appetite for Destruction) | Guns N' Roses                      | Buenos Aires, 6 de diciembre de 1992  | 5:09     |  |
| 5.        | «Dust N' Bones» (de Use Your Illusion I)              | Duff McKagan, Izzy Stradlin, Slash | Nueva York, 16 de mayo de 1991        | 5:06     |  |
| 6.        | «My Michelle» (de Appetite for Destruction)           | Guns N' Roses                      | Londres, 31 de agosto de 1991         | 3:54     |  |
| 7.        | «You're Crazy» (versión de G N' R Lies)               | Guns N' Roses                      | Tokio, 10 de diciembre de 1988        | 4:46     |  |
| 8.        | «Used to Love Her» (de G N' R Lies)                   | Guns N' Roses                      | Tokio, 10 de diciembre de 1988        | 4:18     |  |
| 9.        | «Patience» (de G N' R Lies)                           | Guns N' Roses                      | Ciudad de México, 24 de abril de 1993 | 6:43     |  |
| 10.       | «It's Alright» (versión de Black Sabbath)             | Black Sabbath                      | Houston, 4 de septiembre de 1992      | 3:07     |  |
| 11.       | «November Rain» (de Use Your Illusion I)              | Axl Rose                           | Tokio, 22 de febrero de 1992          | 12:30    |  |

| Bonus Track - Edición japonesa |                                 |                 |                            |          |  |
| N.º                            | Título                          | Escritor(es)    | Concierto                  | Duración |  |
| 12.                            | «Coma» (de Use Your Illusion I) | Axl Rose, Slash | Omaha, 10 de abril de 1993 | 10:49    |  |

| Disco dos |                                                       |                                                 |                                                                      |          |  |
| N.º       | Título                                                | Escritor(es)                                    | Concierto                                                            | Duración |  |
| 1.        | «Out Ta Get Me» (de Appetite for Destruction)         | Guns N' Roses                                   | Londres, 28 de junio de 1987                                         | 4:34     |  |
| 2.        | «Pretty Tied Up» (de Use Your Illusion II)            | Izzy Stradlin                                   | Tokio, 22 de febrero de 1992                                         | 5:26     |  |
| 3.        | «Yesterdays» (de Use Your Illusion II)                | Axl Rose, Billy McCloud, Del James, West Arkeen | Las Vegas, 25 de enero de 1992                                       | 3:53     |  |
| 4.        | «Move to the City» (de Live ?!*@ Like A Suicide)      | Guns N' Roses                                   | Tokio, 22 de febrero de 1992                                         | 8:01     |  |
| 5.        | «You Could Be Mine» (de Use Your Illusion II)         | Axl Rose, Izzy Stradlin                         | Tokio, 22 de febrero de 1992                                         | 6:03     |  |
| 6.        | «Rocket Queen» (de Appetite for Destruction)          | Guns N' Roses                                   | Las Vegas, 25 de enero de 1992                                       | 8:27     |  |
| 7.        | «Sweet Child O' Mine» (de Appetite for Destruction)   | Guns N' Roses                                   | París, 6 de junio de 1992                                            | 7:26     |  |
| 8.        | «Knockin' on Heaven's Door» (de Use Your Illusion II) | Bob Dylan                                       | Concierto en tributo a Freddie Mercury, Londres, 20 de abril de 1992 | 7:27     |  |
| 9.        | «Don't Cry» (de Use Your Illusion I)                  | Axl Rose, Izzy Stradlin                         | Tokio, 22 de febrero de 1992                                         | 4:46     |  |
| 10.       | «Estranged» (de Use Your Illusion II)                 | Axl Rose                                        | Tokio, 22 de febrero de 1992                                         | 9:52     |  |
| 11.       | «Paradise City» (de Appetite for Destruction)         | Guns N' Roses                                   | Las Vegas, 25 de enero de 1992                                       | 7:22     |  |

## Miembros
- Axl Rose – voz, piano en «It's Alright» y «November Rain», silbido en «Patience», silbato en «Paradise City»
- Slash – guitarra líder, coros, talkbox en «Dust N' Bones»
- Izzy Stradlin – guitarra rítmica, coros, voz en «Dust N' Bones»
- Duff McKagan – bajo, coros
- Steven Adler – batería
- Dizzy Reed – teclado, piano, sintetizador, coros
- Teddy Andreadis – Sintetizadores, armónica, percusión, teclado, coros

### Músicos adicionales
- Matt Sorum – batería, coros
- Gilby Clarke – guitarra rítmica, guitarra solista en "Nightrain", guitarra acústica en "Patience", coros (1992-1993)

### Colaboraciones
- Roberta Freeman – coros (1991–1993)
- Tracey Amos – coros (1991–1993)
- Cece Worrall – saxofón (1991–1993)
- Anne King – trompeta (1991–1993)
- Lisa Maxwell – trompeta (1991–1993)